# 高山旋木雀
高山旋木雀（学名：Certhia himalayana）为旋木雀科旋木雀属的鸟类。其种加词“himalayana”意为“喜马拉雅山脉的”。分布于前苏联、阿富汗、巴基斯坦、尼泊尔、印度、孟加拉、缅甸以及中国大陆的陕西、甘肃、四川、贵州、云南、西藏等地，一般栖息于主要栖息在海拔1000-3500米左右的针叶林或针阔混交林、亦见于高山灌丛间以及冬季可见于500米左右的平原地区。该物种的模式产地在喜马拉雅山脉地区。

## 亚种
- 高山旋木雀西南亚种（学名：Certhia himalayana yunnanensis）。在中国大陆，分布于陕西、甘肃、四川、贵州、云南、西藏等地。该物种的模式产地在云南永平县附近的杉阳。[2]